# Cottun
Cottun és un municipi francès situat al departament de Calvados i a la regió de Normandia. L'any 2007 tenia 176 habitants.

## Demografia

### Població
El 2007 la població de fet de Cottun era de 176 persones. Hi havia 60 famílies de les quals 4 eren unipersonals (4 dones vivint soles i 4 dones vivint soles), 36 parelles sense fills i 20 parelles amb fills.
La població ha evolucionat segons el següent gràfic:
Habitants censats

### Habitatges
El 2007 hi havia 75 habitatges, 70 eren l'habitatge principal de la família, 2 eren segones residències i 3 estaven desocupats. Tots els 73 habitatges eren cases. Dels 70 habitatges principals, 59 estaven ocupats pels seus propietaris, 9 estaven llogats i ocupats pels llogaters i 2 estaven cedits a títol gratuït; 2 tenien dues cambres, 9 en tenien tres, 15 en tenien quatre i 45 en tenien cinc o més. 54 habitatges disposaven pel capbaix d'una plaça de pàrquing. A 27 habitatges hi havia un automòbil i a 41 n'hi havia dos o més.

### Piràmide de població
La piràmide de població per edats i sexe el 2009 era:
| Homes | Edats   | Dones |
| ----- | ------- | ----- |
| 0     | 95 o +  | 0     |
| 0     | 90 a 94 | 0     |
| 0     | 85 a 89 | 4     |
| 0     | 80 a 84 | 0     |
| 4     | 75 a 79 | 4     |
| 4     | 70 a 74 | 0     |
| 0     | 65 a 69 | 4     |
| 4     | 60 a 64 | 0     |
| 8     | 55 a 59 | 0     |
| 8     | 50 a 54 | 8     |
| 8     | 45 a 49 | 8     |
| 4     | 40 a 44 | 4     |
| 4     | 35 a 39 | 4     |
| 12    | 30 a 34 | 8     |
| 12    | 25 a 29 | 8     |
| 4     | 20 a 24 | 4     |
| 0     | 15 a 19 | 16    |
| 4     | 10 a 14 | 12    |
| 8     | 5 a 9   | 20    |
| 4     | 0 a 4   | 0     |

## Economia
El 2007 la població en edat de treballar era de 126 persones, 89 eren actives i 37 eren inactives. De les 89 persones actives 77 estaven ocupades (39 homes i 38 dones) i 12 estaven aturades (5 homes i 7 dones). De les 37 persones inactives 23 estaven jubilades, 9 estaven estudiant i 5 estaven classificades com a «altres inactius».

### Ingressos
El 2009 a Cottun hi havia 72 unitats fiscals que integraven 201,5 persones, la mediana anual d'ingressos fiscals per persona era de 19.267 €.

### Activitats econòmiques
Dels 8 establiments que hi havia el 2007, 6 eren d'empreses de construcció, 1 d'una empresa de serveis i 1 d'una entitat de l'administració pública.
Dels 5 establiments de servei als particulars que hi havia el 2009, 1 era un guixaire pintor, 2 fusteries, 1 lampisteria i 1 electricista.
L'any 2000 a Cottun hi havia 8 explotacions agrícoles que ocupaven un total de 335 hectàrees.

## Poblacions més properes
El següent diagrama mostra les poblacions més properes.